# Lwów i Kresy
Lwów i Kresy – polski kwartalnik emigracyjny wydawany przez Koło Lwowian w Londynie od 1961 roku.
Pismo wydawane przez londyńskie Koło Lwowian i poruszające tematykę historyczną i kulturalną polskich kresów południowo-wschodnich. Publikowane są też wiadomości z Polski oraz kronika działalności społeczności Kresowiaków. Redaktorami byli kolejno: od 1978 A. Treszka, od 1984 M. Brzezicki, od 1988 J. Baraniecki.